# Funktionstest
Als Funktionstest (auch funktionaler Test genannt) bezeichnet man die Prüfung einer Funktionseinheit gegen deren funktionale Anforderungen.
Zweckmäßige Zeitpunkte für Funktionstests sind:
- Endprüfung nach erfolgter Fertigung der Funktionseinheit (Band-Ende-Test)
- nach Einbau/Integration in das System, für das die Funktionseinheit bestimmt ist (Integrationstest, Akzeptanztest (Softwaretechnik))
- regelmäßige Routinetests zur rechtzeitigen Erkennung von Ausfällen vitaler Funktionen
- unmittelbar vor geplanten besonderen Belastungen der Funktionseinheit
- vor geplanter (erstmaliger) Inbetriebnahme bei selten oder einmalig genutzten Funktionseinheiten von vitaler Bedeutung.

Dabei wird nicht nur ihr Sollverhalten im positiven Sinne geprüft, sondern oft auch eine Gegenprobe vorgenommen – es wird also geprüft, dass für Mensch oder Maschine gefährliche oder aus anderen Gründen inakzeptable Reaktionen nachweislich nicht auftreten. Die Gegenproben bzw. die Ereignisse, die nicht eintreten dürfen, sind Teil der funktionalen Anforderung.
Teile der geforderten Funktionalität können aber auch in den davor liegenden Teststufen getestet werden. Elektrische Komponenten werden dabei im offenen Zustand in einem ICT-Testsystem oder als fertige Komponente getestet.